# Lapita rivularis
Lapita rivularis är en tvåvingeart som beskrevs av Daniel J. Bickel 2002. Lapita rivularis ingår i släktet Lapita och familjen styltflugor.
Artens utbredningsområde är Nya Kaledonien. Inga underarter finns listade i Catalogue of Life.